# Zapis (dramat)
Zapis (fr. Le Legs) – komedia w jednym akcie Pierre’a de Marivaux wystawiona w 1736.

## Data powstania utworu
Utwór został napisany w 1736 roku i miał swą premierę 11 czerwca 1736 w salle Richelieu au cœur du Palais-Royal. Został wystawiony przez aktorów Comédie-Française. Komedia cieszyła się sporym powodzeniem u publiczności.

## Osoby
| Osoba     | Jej rola w dramacie |
| --------- | ------------------- |
| Hrabina   |                     |
| Markiz    |                     |
| Hortensja |                     |
| Kawaler   |                     |
| Lizeta    | pokojówka hrabiny   |
| Lepin     | kamerdyner markiza  |

## Treść
Akcja sztuki rozgrywa się. 
Lizeta, służąca hrabiny, chce przeszkodzić ślubowi swej pani z margrabią, obawia się bowiem utraty korzyści i władzy, które ma obecnie. Przeciwnie nastawiony jest Lepin, kamerdyner margrabiego, któremu podoba się Lizeta i ma nadzieję, że gdy państwo się połączą on również osiągnie swój cel. Hrabina osoba zdecydowana i już nie pierwszej młodości, a do tego wdowa, skłonna byłaby do małżeństwa, tyle że margrabia jest człowiekiem niezwykle nieśmiałym i pełnym wahań. Przed kilku tygodniami otrzymał w spadku 600 tysięcy franków z klauzulą, że jeśli nie poślubi Hortensji, będzie jej musiał oddać z tej sumy 200 tysięcy i od kilku tygodni trudno mu się zdecydować. Hortensja, zakochana w kawalerze, młodzieńcu bez majątku, a sama też o wiele skromniej uposażona od hrabiny i margrabiego, decyduje się na krok stanowczy i ryzykowny. Przekonana, że margrabia jest z wzajemnością zakochany w hrabinie i nie będzie się chciał wiązać z osobą mu obcą postanawia zażądać odeń decyzji  w sprawie małżeństwa z nią. 
Margrabia prosi Lizetę, by wstawiła się za nim u swej pani, dziewczyna jednak odmawia. Ostatecznie robi to, ale przy okazji próbuje ośmieszyć kochanka. Pani jednak nie podziela jej uczuć. Podczas rozmowy z margrabią robi wszystko, by ten powiedział wreszcieː kocham Cię. Doprowadza go na skraj wyznania, sądzi już, że on wreszcie to powie, gdy on zmienia temat rozmowy. Sprowadza więc ją z powrotem na poprzedni teren, margrabia odważa się złożyć pół-deklarację. Hrabina wydaje się zdziwiona, on bierze to za odmowę i wpada w banał. 
Hortensja żąda od markiza, by wybrał pomiędzy jej ręką a zwrotem 200 tysięcy. Margrabia deklaruje się ją poślubić. Nie było dla niego innej kobiety poza hrabiną, gdy ona mu odmówiła może poślubić kogokolwiek. Hortensja i kawaler są przestraszeni, ale ona brnie dalej. Straszy margrabiego swym trudnym charakterem, on odwzajemnia się tym samym. Bada czy on ją kocha, ona może go pokochać w każdej chwili. Domaga się, by ślub ze względu na nagły wyjazd kawalera, który chce być pewien, że wszystko stracone odbył się jeszcze dziś wieczorem. Marcin, który ma być wysłany po notariusza kluczyː notariusz jest ciężko chory, on spadł ze schodów i nie może jechać. Wreszcie wyznaje, ze uważa to  zadanie za szkodliwe dla swego pana i odmawia jego wykonania. Hortensja przełamuje te przeszkody i nabiera otuchy. Margrabia proponuje, że uwolni Hortensję od ślubu ze sobą za 100 tysięcy, nie ma bowiem żadnej gotówki, a tyle obiecuje mu pożyczyć hrabina. Jego propozycja zostaje odrzucona. Hrabina odmawia swego pałacu na przeprowadzenie tak szalonego i bezsensownego przedsięwzięcia.
Margrabina dowiaduje się od Marcina, że Lizeta spiskuje dla własnej korzyści przeciw niej. Lizeta zorientowawszy się skąd wiatr wieje, podważa wiarygodność Marcina i zachęca swą panią do małżeństwa z margrabią. Hrabina podejmuje kolejną próbę przełamania oporu margrabiego. Mężczyzna teraz już łatwo wyznaje, że ją kocha, ale ponieważ ona go nienawidzi, nic nie może zrobić. Nie nienawidzę pana i nigdy tego nie powiedziałam – protestuje hrabina. I nacieraː Pan mnie kocha, dobrze, ale czy nie chciał pan nigdy zapytać, co ja o tym myślę? – Po co? Znam odpowiedź, powie mi paniː Nie. – Ależ proszę postawić pytanie. – Dobrze, kocham Panią, co pani o tym myśli? – Jestem bardzo szczęśliwa. Margrabia jest zbulwersowany i zachwycony. Przy pomocy hrabiny spłaci Hortensję. Wszyscy się godzą, a Marcin udowadnia Lizecie, że będzie musiał go zaślubić.

## Omówienie
Dla zrównoważenia swych niepowodzeń scenicznych w Zapisie Marivaux sięgnął do współczesnych zagadnień społecznych. Na tle skomplikowanego zapisu spadkowego ukazał przeciwstawną grę interesów spadkobierców, trudności w realizacji zawiłych rozporządzeń prowadzące do zawikłanych i nieszczęśliwych sytuacji osobistych, znacznie też rozbudował namysł nad rolą służby w życiu ich państwa, wpływu jej interesów na interesy ich pryncypałów. Autor zachował przy tym charakterystyczny dla swych utworów ton niezdecydowania. Ostatecznie szczera miłość zwycięża fałszywą skromność, która nazbyt wątpi w siebie. 
Próbę przerobienia tej komedii podjął w następnym stuleciu A. de Musset. Uprościł tematː zrezygnował z wątku spadkowego i zdecydował, że od początku hrabina będzie chciała poślubić margrabiego. W jego wersji komedii są również dwie pary i to zazdrość jest tym motorem, który skłoni margrabiego do uczynienia miłosnego wyznania. Tyle, że nie uczyni go hrabinie lecz innej osobie, a stojąca za drzwiami hrabina podchwyci je. Musset nie był zadowolony z ostatniej sceny, w której hrabina stopniowo doprowadza margrabiego ku sobie. Autor nadał swej komedii tytułː Osioł i strumień.

## Tłumaczenie
Komedia została przetłumaczona na język polski przez Tadeusza Boya-Żeleńskiego i ukazała się drukiem w Krakowie w 1916 roku.